# الإسلام في لوكسمبورغ

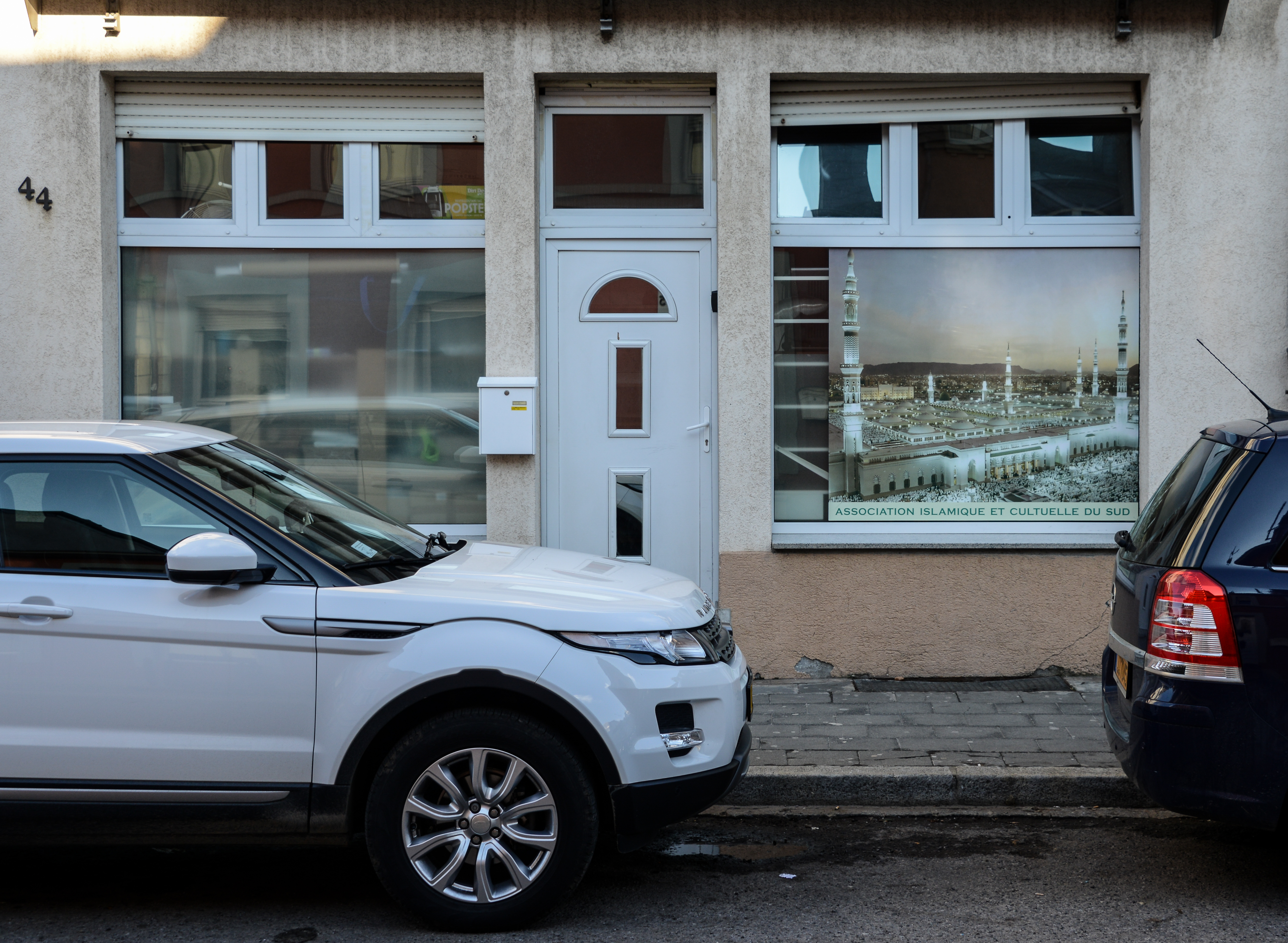
صورة لمسجد "الرابطة الإسلامية والثقافية"، لوكسمبورج، فبراير 2015.

يمثل المسلمون في لوكسمبورغ ـ جنبًا إلى جنب مع المسيحيين البروتستانت والأرثوذكس واليهود ـ أقلية يعتدّ بها. وقد حصل الإسلام على اعتراف الدولة في لوكسمبورغ رسميًا سنة 2008.
لم يكد يكون للمسلمين أي ذِكر في لوكسمبورغ قبل انتصاف ستينيات القرن العشرين، غير أنهم بعد ذلك بدؤوا في الوصول إلى لوكسمبورغ كغيرها من الدول المحيطة عن طريق الهجرة، وبدأت التجمعات الإسلامية تنتشر في البلاد.
رغم ذلك لم يزد عدد المسلمين في لوكسمبورغ في منتصف السبعينيات عن 300 نسمة، وفي منتصف التسعينيات قفز هذا الرقم إلى ثلاثة آلاف نسمة. ومنذ ذلك الحين أخذ عدد مسلمي لوكسمبورغ يتصاعد بتوافد طالبي اللجوء السياسي ـ ومعظمهم من البوشناق ـ من يوغسلافيا السابقة. ولم يكن من المتوقع ـ آنذاك ـ أن يظل هؤلاء اللاجئون في لوكسمبورغ أكثر من سنوات قليلة.
يوجد الآن في لوكسمبورغ ستة مساجد في مدن مامر (وفيه المركز الثقافي الإسلامي) ونيديركورن وإش سور ألزيت وفيلتز وديكيرش ومدينة لوكسمبورغ (طريق المحطة)، ويقدر عدد المسلمين في دوقية لوكسمبورغ حاليًا بعشرة آلاف إلى 12 ألف نسمة، مما يجعل الإسلام ثاني ديانة في لوكسمبورغ بعد الكاثوليكية.